# Harper’s Bazaar
«Харперс базар» (англ. Harper’s Bazaar) — женский журнал о моде, стиле и обществе, вышедший в свет в США в 1867 году, издавался еженедельно компанией «Harper and Brothers».
С 1901 года «Harper’s Bazaar» в формате альбома стал выходить ежемесячно. В 1913 году был выкуплен медиамагнатом Уильямом Рэндольфом Херстом, основателем холдинга «The Hearst Corporation».
В марте 1996 года вышел первый номер журнала в России, на обложке которого была Шэрон Стоун. В 2022 году из-за вторжения России в Украину владелец отозвал лицензию, из-за чего российская версия была переименована в The Symbol.